# Indianerkasino

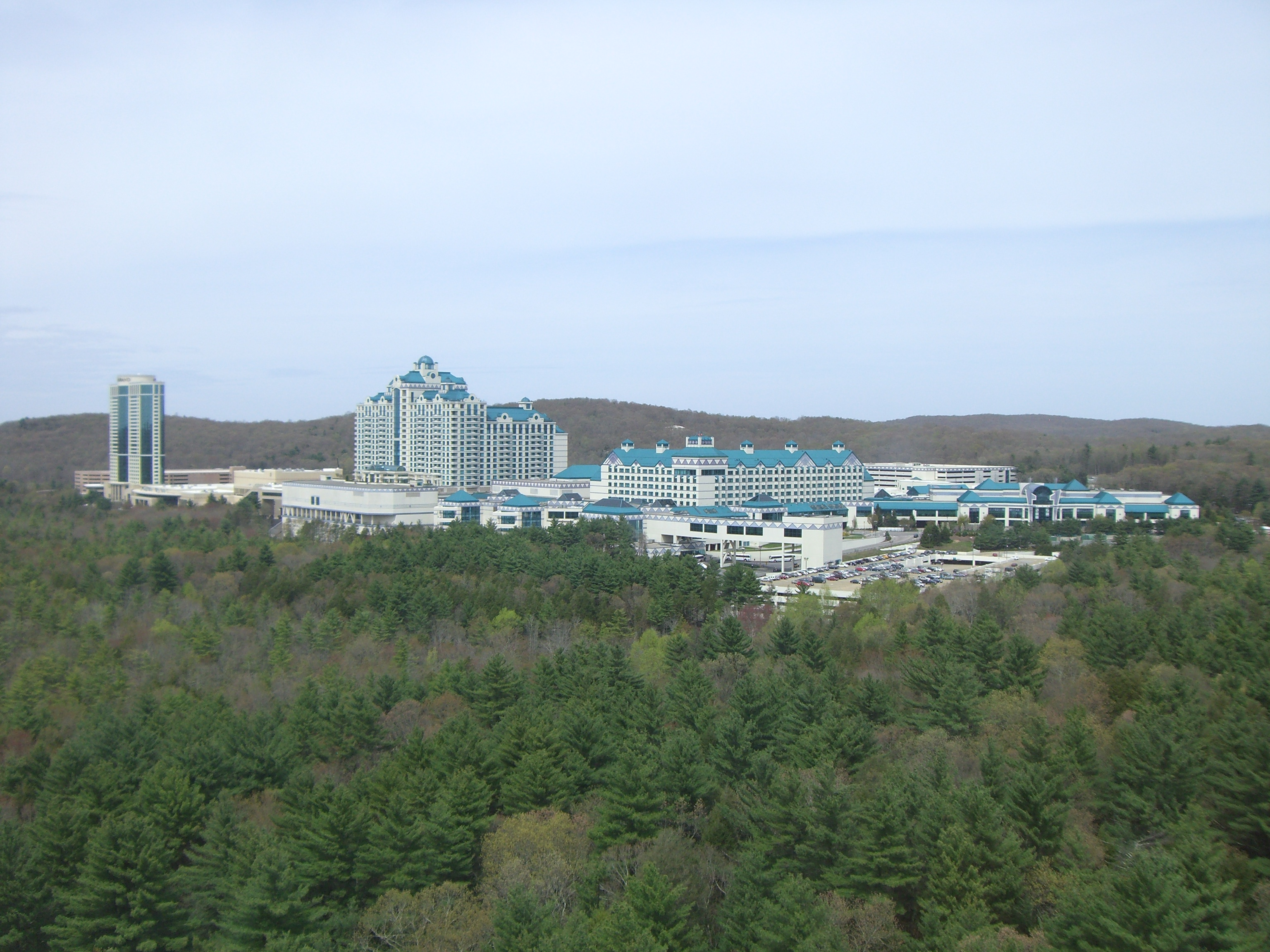
Foxwoods Resort Casino des Mashantucket-Pequot-Stammes

Indianerkasinos sind Spielbanken, die von den indigenen Völkern der Vereinigten Staaten – Indianer genannt – unabhängig von der Kontrolle der Bundesregierung der USA betrieben werden.

## Geschichte
Die sogenannte Tribal sovereignty sichert den Ureinwohnern in den Vereinigten Staaten das Recht zu, sich selbst zu verwalten und zu regieren. Sie können eigene Gesetze erlassen, die den Rechten der Bundesstaaten widersprechen. Im Jahre 1979 begannen die Seminolen in Florida erstmals Glücksspiel zu betreiben. In der Folge erkannten viele weitere Indianerstämme die Einnahmemöglichkeiten des Glücksspiels. In den folgenden Jahren entstand eine Debatte darüber, ob die Indianerreservate den gesetzlichen Restriktionen bezüglich des Glücksspiels unterliegen. Diese Debatte endete 1988 mit der Verabschiedung des Indian Gaming Regulatory Act (Indianisches Glücksspielregulationsgesetz) durch den US-Kongress, der es den von der Regierung anerkannten „Indian Nations“ erlaubte, auf ihrem Stammesterritorium Kasinos zu betreiben.

## Zahlen
Im Jahr 2006 waren von den 408 Indianerstämmen gehörenden Kasinos 161 nur mit kleineren Automaten wie Slot-Maschinen, Bingo oder Videopoker ausgerüstet. Zu dieser Zeit waren 223 Indianervölker (von insgesamt 562 registrierten Völkern) in 28 US-Bundesstaaten am Kasinogeschäft beteiligt.
In den Indianerkasinos steigt der Anteil der nicht mit dem Glücksspiel verbundenen Aktivitäten schneller als in nicht-indigenen Kasinos und erreichte 2008 einen Umfang von 3,1 Milliarden US-Dollar.
Im Jahr 2007 betrieben 230 Stämme insgesamt 425 Einrichtungen in 28 Bundesstaaten und nahmen dabei 26,5 Milliarden Dollar ein, was eine Steigerung um 5 % gegenüber dem Vorjahr darstellt, als sie 25,3 Milliarden umsetzten. Alle anderen Kasinos zusammen setzten in diesem Jahr rund 32 Milliarden Dollar um.
Im Jahr 2011 lag der Bruttoumsatz der 421 Indianerkasinos in den USA bei 27,2 Milliarden Dollar.
Das Foxwoods Resort Casino, eines der größten und modernsten Kasinos mit riesigem mondänen Hotelkomplex, wird von den Mashantucket-Pequot-Indianern in Connecticut betrieben. Sie finanzieren mit einem kleinen Teil der Einnahmen unter anderem indianische Kulturprojekte und betreiben ein Museum, das die Stammesgeschichte präsentiert.